# Lake Ada (Arthur River)
Der Lake Ada ist ein See in der Region Southland auf der Südinsel von Neuseeland.

## Geographie
Der Lake Ada befindet sich rund 4,2 km südwestliche des Milford Sound/Piopiotahi und rund 4,2 km westsüdwestlich des Deepwater Basin des Sound, zwischen den Sheerdown Hills mit dem 1881 m hohen Mount Ada im Südosten und den bis zu 1627 m hohen auf den See zulaufenden Bergrücken im Nordwesten. Der See verfügt über eine Flächenausdehnung von rund 2,5 km² und besitzt eine Länge von rund 4,9 km in Südwest-Nordost-Richtung. An seiner breitesten Stelle misst der auf einer Höhe von 43 m liegende See rund 0,9 km.
Gespeist wird der Lake Ada neben einigen Gebirgsbächen von den Flüssen Arthur River und Joes River, von denen der erstgenannte auch den Abfluss des Sees im Nordosten bildet.

## Wasserfälle
Zwei Wasserfälle sind auf der Nordwestseite des Sees zu finden. Die Giant Gate Falls, die nordwestlich des oberen Drittels des Sees liegen, und die Camp Oven Falls, die am Ende des Sees ihre Wässer zutragen.

## Wanderweg
An der Nordwestseite des Sees führt der unter Wanderern bekannte Milford Track vorbei, über dessen letzten Abschnitt der Sandfly Point als Endpunkt des Tracks zu erreichen ist.